# من ۲۰ ساله، تو ۱۸ ساله
من ۲۰ ساله، تو ۱۸ ساله (به انگلیسی: I am 20, you are 18) فیلمی هندی محصول سال ۲۰۰۳ و به کارگردانی جیوتی کریشنا است. در این فیلم بازیگرانی همچون تارون، تریشا، شریا سارن، آرچانا پوران سینگ، ریما سن و دوادارشینی ایفای نقش کرده‌اند.